# Estación de Maisons-Alfort - Alfortville
La estación de Maisons-Alfort - Alfortville es una estación ferroviaria francesa, situada en las comunas de Maisons-Alfort y Alfortville, en el departamento de Val de Marne, al sudeste de la capital. Por ella transitan los trenes de la línea D de la Red Exprés Regional, más conocida como RER.

## Historia
Se inauguró el 12 de agosto de 1849 como parte de la clásica línea París - Marsella vía Dijon. Aunque pasó por diversas titularidades fue explotada principalmente por la Compañía des chemins de fer de Paris à Lyon et à la Méditerranée y por la SNCF.
Desde 1995, la estación forma parte de la línea D del RER.

## Descripción
Se compone de cuatro andenes, uno lateral, dos centrales y uno de servicio y de seis vías. 
Dispone de dos accesos uno por Maisons-Alfort y otro por Alfortville que dan acceso a los dos edificios de viajeros que posee la estación. Dos subterráneos permiten acceder a los diferentes andenes si tener que cruzar las vías. 

## Servicios ferroviarios
Línea D del RER a razón de 8 trenes en cada sentido por hora.